# Max Fischl
Max Fischl, né le 27 juillet 1922 à Paris et mort le 21 janvier 2006 à Blagnac,) est un pilote d'essai et créateur d'entreprise connu pour avoir fait décoller le premier Airbus, l'A300, le 28 octobre 1972. 
Il développe très tôt une passion pour l’aéronautique, domaine auquel il dédiera toute sa vie. Il fut breveté pilote de chasse et diplômé de l'École du personnel navigant d'essais et de réception.
Il commence sa carrière comme graisseur dans la marine marchande. Avec le seul Certificat d'études primaires, il rejoint la Grande-Bretagne puis le Canada au cours de la Seconde Guerre mondiale. 
À son retour, il rejoint le service de la formation aéronautique comme instructeur-pilote, puis en parallèle il prépare le brevet de pilote d'essai.
Ses compétences le conduiront d’abord chez Hurel-Dubois, puis à la SNCASO, future Aerospatiale. Il pilote tour à tour les avions devenus mythiques : Trident, le Vautour, puis la Caravelle, avant d’être nommé chef pilote d’essais chez Airbus Industrie. 
Au cours de sa carrière, Max Fischl totalisera près de 10 000 heures de vol, dont 6 500 en vol d’essais. Il sera élevé au grade d’officier et décoré de l’ordre national du Mérite par André Turcat.
En 1974, Max Fischl devient directeur d’Aéroformation, créé par Jean Pinet, puis, en 1984, fonde Aeroconseil. Il a alors 61 ans et commence sa deuxième véritable carrière de chef d’entreprise. 